# Fontaine Bartholdi de Washington
Pour les articles homonymes, voir Fontaine Bartholdi (homonymie).
La fontaine Bartholdi est une fontaine monumentale conçue par Auguste Bartholdi. Elle fut construite en 1876 pour l'exposition universelle de Philadelphie. Elle est maintenant située dans le jardin botanique des États-Unis, près du Capitole des États-Unis à Washington.